# Władisław Gulajew
Władisław Iwanowicz Gulajew ros. Владислав Иванович Гуляев, (ur. 31 maja 1937 w wiosce Usowo w obwodzie tiumeńskim (d. ZSRR); zm. 19 kwietnia 1990) – pułkownik-inżynier, kosmonauta radziecki.
Szkołę średnią ukończył w Omsku w 1954. Później rozpoczął naukę w Wyższej Wojskowej Szkole Inżynierii Morskiej w Kronsztadzie. Jej absolwentem został w 1959. Później rozpoczął służbę w strategicznych wojskach rakietowych, którą kontynuował do momentu przejścia do oddziału kosmonautów.
W 1962 zgłosił się do kolejnego naboru kosmonautów. Przeszedł badania w Centralnym Wojskowym Naukowo-Badawczym Szpitalu Lotnictwa (ЦВНИАГ) i otrzymał skierowanie do Centralnej Lotniczej Komisji Lekarskiej (ЦВЛК), gdzie pomyślnie przeszedł kolejne kwalifikacje. 10 stycznia 1963 został członkiem drugiej grupy kosmonautów radzieckich. Przez dwa lata, do 1965, przechodził ogólne szkolenie dla kosmonautów (ОКП). 23 stycznia 1965 pomyślnie zdał końcowe egzaminy i skierowano go do grupy kosmonautów przygotowujących się do lotów w kosmos w ramach programów wojskowych. 
W latach 1966–1967 szkolił się w grupie kosmonautów przewidzianych do lotów na wojskowej wersji Sojuza (7K-WI), która nosiła również nazwę Zwiezda („Звезда”).
W sierpniu 1967 przebywał na urlopie, gdzie podczas nurkowania w rzece odniósł obrażenia czaszkowo-mózgowe. Były one na tyle poważne, że Gulajew w marcu 1968, z uwagi na stan zdrowia, został skreślony z listy kosmonautów. W latach 1968–1977 na różnych stanowiskach pełnił służbę w Centrum Wyszkolenia Kosmonautów im. J. Gagarina. W lipcu 1977 został oddelegowany do Ministerstwa Obrony ZSRR z jednoczesnym pozostawieniem w czynnej służbie. Do rezerwy przeniesiono go w październiku 1987.
Zmarł w wieku 53 lat na skutek niewydolności serca (1990).